# هماگلوتیناسیون

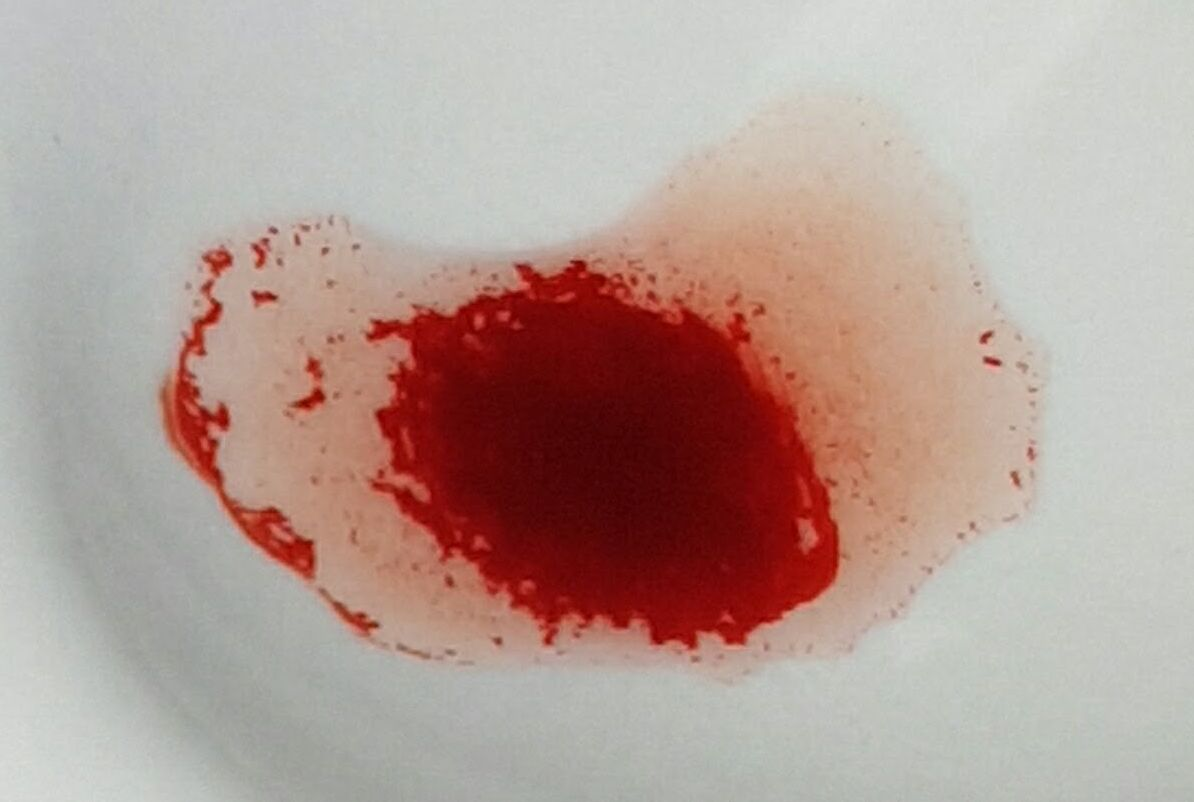

هماگلوتیناسیون یا (به انگلیسی: Hemagglutination) یکی از روشهای انجام آزمایش‌های سرم‌شناسی است که بررسی پادتنهای موجود در سرم خون می‌پردازد. هماگلوتیناسیون یکی از انواع آگلوتینه شدن است.

## توصیف آزمایش‌های سرم‌شناسی
آزمایشهای سرم‌شناسی اغلب بر این اساس استوار هستند که به جای یافتن یک آنتی‌ژن یا عامل بیماریزا در بدن آسانتر است که پاسخ اختصاصی بدن به آن آنتی‌ژن (آنتی‌بادی) را جستجو کرد مثلاً به جای جستجوی ویروس ایدز ، آنتی‌بادی علیه ویروس ایدز در بدن را سنجید؛ بالابودن سطوح آنتی‌بادی در خون نشانه مواجهه فرد با ویروس ایدز است.
واکنش‌های هماگلوتیناسیون: اگر آنتی‌ژن غیرمحلول گلبول قرمز باشد واکنش بین گلبول‌های قرمز و پادتن ضد آن را «هماگلوتیناسیون» می‌نامند.